# Tuffi ai I Giochi europei
Le gare di tuffi ai I Giochi europei sono state disputate a Baku dal 18 al 21 giugno 2015. Per la concomitanza con i campionati europei di tuffi 2015 partecipano alla competizione solo atleti di età compresa tra i 14 e i 18 anni.

## Partecipanti
- Austria (2)
- Azerbaigian (1)
- Bielorussia (1)
- Bulgaria (1)
- Croazia (2)
- Danimarca (1)
- Finlandia (1)
- Francia (2)
- Germania (2)
- Gran Bretagna (2)
- Grecia (2)
- Ungheria (1)
- Italia (2)
- Lettonia (1)
- Monaco (1)
- Russia (2)
- Serbia (1)
- Svizzera (2)
- Ucraina (2)

## Podi

### Uomini
| Evento                     | Oro                                   | Perform. | Argento                                | Perform. | Bronzo                               | Perform. |
| Tuffi individuali          |                                       |          |                                        |          |                                      |          |
| Trampolino 1m (dettagli)   | Nikita Šlejcher                       | 543,80   | Il'ja Molčanov                         | 512,20   | James Heatly                         | 483,40   |
| Trampolino 3m (dettagli)   | James Heatly                          | 541,65   | Ruslan Adriano Cristofori              | 523,20   | Il'ja Molčanov                       | 520,35   |
| Piattaforma 10m (dettagli) | Matthew Lee                           | 588,25   | Nikita Šlejcher                        | 556,55   | Alexis Jandard                       | 526,20   |
| Tuffi sincronizzati        |                                       |          |                                        |          |                                      |          |
| Trampolino 3m (dettagli)   | Russia Il'ja Molčanov Nikita Nikolaev | 324,69   | Gran Bretagna James Heatly Ross Haslam | 286,05   | Germania Frithjof Seidel Nico Herzog | 284,22   |

### Donne
| Evento                     | Oro                                            | Perform. | Argento                              | Perform. | Bronzo                                      | Perform. |
| Tuffi individuali          |                                                |          |                                      |          |                                             |          |
| Trampolino 1m (dettagli)   | Maria Polykova                                 | 419,45   | Louisa Stawczynski                   | 392,20   | Diana Shelestyuk                            | 388,45   |
| Trampolino 3m (dettagli)   | Katherine Torrance                             | 448,25   | Ekaterina Nekrasova                  | 443,05   | Saskia Oettinghaus                          | 418,35   |
| Piattaforma 10m (dettagli) | Lois Toulson                                   | 456,70   | Anna Chuinyshena                     | 429,15   | Elena Wassen                                | 410,40   |
| Tuffi sincronizzati        |                                                |          |                                      |          |                                             |          |
| Trampolino 3m (dettagli)   | Germania Louisa Stawczynski Saskia Oettinghaus | 284,07   | Russia Elena Chernykh Maria Polykova | 276,90   | Ucraina Diana Shelestyuk Marharita Dzhusova | 264,87   |